# Prepeličarji
Prepelíčarji (znanstveno latinsko ime Turniciformes) so red ptic, v katerega običajno spada majhna in edina družina :
- prepeličarji Turnicidae

Prepeličarji so po obliki podobni, vendar niso v sorodu s pravimi prepelicami iz družine poljskih kur Phasianidae. Nekdaj so prepeličarje uvrščali v red žerjavovcev Gruiformes ali pa k isti družini kot prave prepelice. V Sibley-Ahlquistovi taksonomiji prepeličarji pripadajo samostojnemu redu.
Te ptice živijo le v starem svetu v Evropi, Aziji in naseljujejo tople pašnike. V Sloveniji ne živijo.
To so rjavosive ptice, ki raje tečejo kot letijo. Samica je svetlejša in tudi začne z dvorjenjem. Samec skrbi za jajca in pazi na mladiče.
Družina prepeličarjev vsebuje 14 vrst v rodu Turnix in eno vrsto v rodu Ortyxelos.
- andaluzijski prepeličar, Turnix sylvatica
- filipinski prepeličar, Turnix wocesteri
- natalski prepeličar, Turnix nana
- hotentotski prepeličar, Turnix hottentotta
- rumenonogi prepeličar, Turnix tanki
- progasti prepeličar, Turnix suscitator
- madagaskarski prepeličar, Turnix nigricollis
- pegasti prepeličar, Turnix oclellata
- črnoprsi prepeličar, Turnix melanogaster
- rdeči prepeličar, Turnix varia
- kostanjevohrbti prepeličar, Turnix castanota
- rdečeprsi prepeličar, Turnix pyrrhothorax
- rdečehrbti prepeličar, Turnix maculosa
- mali prepeličar, Turnix velox
- Meiffrenijev žerjavovec, Ortyxelos meiffrenii